# Trolltunga
Trolltunga (dosł. „język trolla”) – formacja skalna o charakterystycznym kształcie znajdująca się w Norwegii na pograniczu płaskowyżu Hardangervidda, około 1100 m n.p.m. i 700 m nad jeziorem Ringedalsvatnet.

## Położenie
Formacja znajduje na pograniczu płaskowyżu Hardangervidda, na wysokości około 1100 m n.p.m., na północny wschód od jeziora Ringedalsvatnet , ok. 700 m nad jeziorem (464–373 m n.p.m.) .   
Administracyjnie Trolltunga leży na terenie gminy Ullensvang w okręgu Vestland, na wschód od miejscowości Tyssedal . 

## Atrakcja turystyczna
Z uwagi na charakterystyczny kształt skały i widok się z niej roztaczający, Trolltunga jest celem wycieczek turystycznych . Norweskie portale informacji turystycznej określają Trolltungę często mianem „najbardziej spektakularnej formacji skalnej w Norwegii”. 
Liczba odwiedzających stale rośnie – w 2019 roku odnotowano tu 81 tys. turystów wobec mniej niż tysiąc docierających tu przed 2010 rokiem . Rosnąca popularność Trolltungi związana jest z możliwością wykonania unikalnych fotografii w celu umieszczenia ich w mediach społecznościowych. 